# Jette
Jette (französisch ˈʒɛt, niederländisch ˈjɛtə) ist eine von 19 Gemeinden der zweisprachigen Region Brüssel-Hauptstadt in Belgien. Sie hat 54.107 Einwohner (1. Januar 2024) auf fünf Quadratkilometern.

## Politik

### Stadtrat
- PTB/
PVDA: 4
- PS – Vooruit: 6
- Ecolo: 4
- TFA: 5
- MR – OVLD: 7
- LE: 11

Nach der Wahl wurde eine Koalition aus LE, MR – OVLD und Ecolo gebildet. 
 Zusammen kommen sie auf 22 der 37 Sitze.
- PTB/
PVDA: 4
- PS: 7
- PS – Vooruit: 28
- Vooruit: 2
- Ecolo: 22
- TFA: 5
- DéFI: 4
- MR – DéFI: 9
- MR – OVLD: 23
- LE: 63
- N-VA: 2
- VB: 5
- Sonst.: 3

Man könnte eine Große Koalition aus LE und PS – Vooruit formen. 
 Sie kämen auf 91 von 89 nötigen Sitzen.

## Geographie
Jette liegt im Nordwesten der Hauptstadt und ist geographisch ein Teil des Stadtgebietes. Nachbargemeinden sind die Stadt Brüssel, Molenbeek-Saint-Jean/Sint-Jans-Molenbeek, Koekelberg und Ganshoren in der Region Brüssel-Hauptstadt sowie Asse und Wemmel in Flandern.
Obwohl das Gemeindegebiet überwiegend städtisch bebaut ist, gibt es einige Wälder und große Parkanlagen (Poelbos, Laarbeekbos, Dielegem, König-Balduin-Park). Am König-Balduin-Park befindet sich das große Heilig-Herz-Kloster. In Jette liegt außerdem die Universitätsklinik der Freien Universität Brüssel, das UZ Brussel, eines der größten Krankenhäuser der Gesamtstadt.

## Verkehr
Jette hat einen Vorortbahnhof der Nationale Gesellschaft der Belgischen Eisenbahnen, wo neben einigen IC-Zügen vor allem die Linien S3, S4 und S10 der S-Bahn Brüssel eine schnelle Anbindung an die Innenstadt und das EU-Viertel um Schuman ermöglichen. Im äußersten Süden der Gemeinden existiert zudem der U-Bahnhof Belgica der Linie 6. Die Straßenbahnlinien 9, 19, 51, 62 und 93 sowie zahlreiche Buslinien garantieren die Feinerschließung Jettes.

## Persönlichkeiten
- Anna Koulberg (* 2004), Volleyballspielerin

## Weblinks

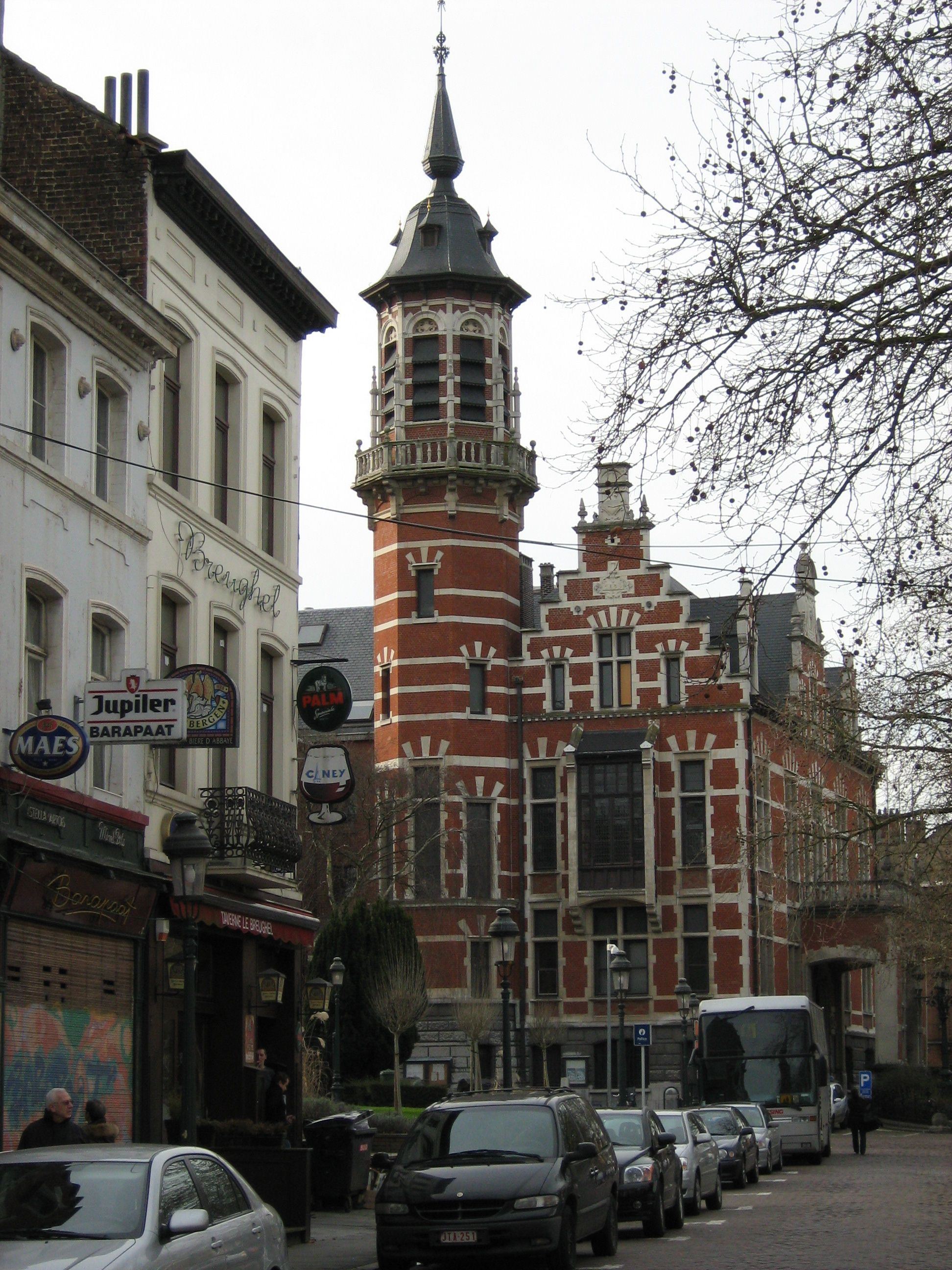
Altes Gemeindehaus von Jette